# Ғ
Das Ғ (Kleinbuchstabe ғ) ist ein Buchstabe des erweiterten kyrillischen Alphabets, bestehend aus einem Г mit Querstrich. In vielen Schriftarten sieht dieser Buchstabe dem lateinischen Buchstaben F zum Verwechseln ähnlich.

## Verwendung
Verwendet wird dieser Buchstabe in der Sprachfamilie der Turksprachen und im indoeuropäischen Tadschikischen, sofern kyrillische Schrift verwendet wird. Meistens steht er an der fünften Stelle des jeweiligen Alphabets, im Kasachischen an sechster, im Usbekischen an vierunddreißigster Stelle.
Er bezeichnet einen stimmhaften uvularen Frikativ (IPA: ʁ) in folgenden Sprachen:
- Baschkirische Sprache
- Usbekische Sprache
- Tadschikische Sprache
- Jaghnobische Sprache

Er bezeichnet in einigen Sprachen auch den stimmhaften velaren Frikativ (IPA: ɣ):
- Aserbaidschanische Sprache
- Kasachische Sprache
- Karakalpakische Sprache
- Niwchische Sprache

In anderen Turksprachen mit kyrillischer Schrift werden zur Kennzeichnung dieser Laute andere Schreibweisen benutzt, so гъ [⁠ɣ⁠] im Krimtatarischen und Tatarischen. Im Turkmenischen wurde für [⁠g⁠] und [⁠ʁ⁠] unterschiedslos г verwendet.

## Transkription und Transliteration
- in turksprachigen Lateinalphabeten wird heute meist der Buchstabe ğ verwendet, so im Aserbaidschanischen, Kasachischen, Baschkirischen, Tatarischen und Krimtatarischen, im Usbekischen und Karakalpakischen jedoch gʻ, im Turkmenischen g. Im in den 1920er und 1930er Jahren in der Sowjetunion verwendeten Einheitlichen Türkischen Alphabet wurden die entsprechenden Laute mit dem Buchstaben Ƣ dargestellt.
- zur Latein-Umschrift des Tadschikischen wird gh verwendet.
- im arabischen Alphabet als غ.

## Zeichenkodierung
| Standard  | Standard    | Majuskel Ғ                              | Minuskel ғ                            |
| --------- | ----------- | --------------------------------------- | ------------------------------------- |
| Unicode   | Codepoint   | U+0492                                  | U+0493                                |
| Unicode   | Name        | CYRILLIC CAPITAL LETTER GHE WITH STROKE | CYRILLIC SMALL LETTER GHE WITH STROKE |
| UTF-8     | UTF-8       | D2 92                                   | D2 93                                 |
| XML/XHTML | dezimal     | &#1170;                                 | &#1171;                               |
| XML/XHTML | hexadezimal | &#x0492;                                | &#x0493;                              |